# ミツキ・ミヤワキ
ミツキ・ミヤワキ（Mitski Miyawaki）は、アメリカ合衆国のシンガー・ソングライター、ニューヨークに拠点を置く。日本のシンガーソングライターで、三重県でアメリカ人の父と日本人の母の間に生まれた。レコーディングやパフォーマンスは、ファーストネームを用いたミツキ（Mitski）名義のソロプロジェクトで行う。

## 略歴
ニューヨーク州立大学のパーチェス校に進学し、19歳の時に作曲活動をスタート。DIYで作られた会場やベースメント・ショーなど、さまざまなパンク・シーンで経験を積む。Bandcampで音源を発表しながら、在学中の2012年にファースト・アルバム『Lush』を、2013年には学生オーケストラをフィーチャーしたセカンド・アルバム『Retired From Sad, New Career In Business』を自主制作でリリースする。
大学卒業後の2014年にはインディレーベルDouble Double Whammyから3作目となる『Bury Me At Makeout Creek』をリリース（Don Giovanni Recordsから再発）。「Pitchfork」や『NME』（IPC Media）、『Rolling Stone』（Penske Media Corporation）などで賞賛され、知名度を上げる。
その後、ダーティー・プロジェクターズやデストロイヤー、ジュリアナ・バーウィックなど、USインディー・シーンの人気アーティストを数多く輩出してきたDead Oceansと契約し、2016年6月に初めて本格的なスタジオでレコーディングされた4枚目のアルバム『Puberty 2』をリリース。スマッシュ・ヒットを記録し、数々の主要メディアの年間ベスト・アルバムに選出された。同年12月にはアコースティック・ギター1本の弾き語りでの初来日公演を行った。 
2017年秋のピクシーズの全米ツアーのオープニング・アクトに抜擢され、11月にバンド編成による来日ツアーが予定される。
2018年に5枚目のアルバム『Be the Cowboy』をリリース。
2022年に6枚目のアルバム『Laurel Hell』をリリース。
2023年に7枚目のアルバム『The Land Is Inhospitable and So Are We』をリリース。

## 人物
母語は日本語。母親の実家がある三重県の小さな町で生まれ、幼少期は主にここで育った。
父親が米国国務省に勤めていたことにより、米国に定住する18歳まではコンゴ、チェコ、マレーシア、中国、トルコ等様々な国と日本を行き来していた。日本には合計5～6年間過ごしており、海外では小学校6年生までは現地の日本人学校に通っていた。

## 音楽性
「ミツキ」のサウンドを作る上で重要な人物は、大学時代に知り合い、過去の全タイトルにも関わってきたパトリック・ハイランド。すべての楽器を彼とミツキの2人で演奏し、ミキシングやマスタリング、ジャケットのデザインまで2人だけで行う。
日本人の母親の影響で中島みゆき、松任谷由実、山口百恵など1970年代の日本のポップ・ミュージックを好み、インスパイアされたアーティストとしてM.I.A、Björk、Mariah Carey、MICACHU、Jeff Buckley、椎名林檎を挙げる。
楽曲「Your Best American Girl」はPitchforkにてベスト・ニュー・トラックを獲得、アルバム『Puberty 2』はTIME誌や主要音楽メディアなどで2016年のベスト・アルバムの一枚に選出され、2015年にはRolling Stone誌の「知っておくべき10人のアーティスト」に選出されるなど、海外媒体を中心に高い評価を得る。2016年夏に行われたUSツアーの評価も高く、ニューヨーク、ワシントン、ボストン、フィラデルフィア等の公演全てがソールドアウトとなった。

## ディスコグラフィー

### アルバム
- Lush（2013年）
- Retired From Sad, New Career In Business（2013年）
- Bury Me At Makeout Creek（2014年）
- Puberty 2（2016年）
- Be the Cowboy (2018年)
- Laurel Hell (2022年)[21]
- The Land Is Inhospitable and So Are We (2023年)